# Roughnecks de Calgary
 (août 2011).
Les Roughnecks de Calgary sont une franchise canadienne de crosse en salle évoluant en National Lacrosse League depuis 2001. Basés à Calgary (Alberta), les Roughnecks jouent au Pengrowth Saddledome, enceinte de 17 104 places inaugurée en 1983.

## Histoire
Le 28 mars 2001, une conférence de presse s'est tenue à Calgary pour annoncer la création des Roughnecks comme la dixième franchise NLL sous la propriété de Brad Banister, homme d'affaires de Calgary. Kevin Melnyk a été déclaré comme l'Entraîneur et le Directeur Général de la franchise. Au cours de la saison, Melnyk a été remplacé par Chris Hall comme entraîneur et Brad Banister comme Directeur Général.
Le nom fait référence aux Roughnecks qui travaillent dans l'industrie du gaz et du pétrole en Alberta. L'équipe est connue affectueusement par les fans comme les Riggers.

## Saison par saison

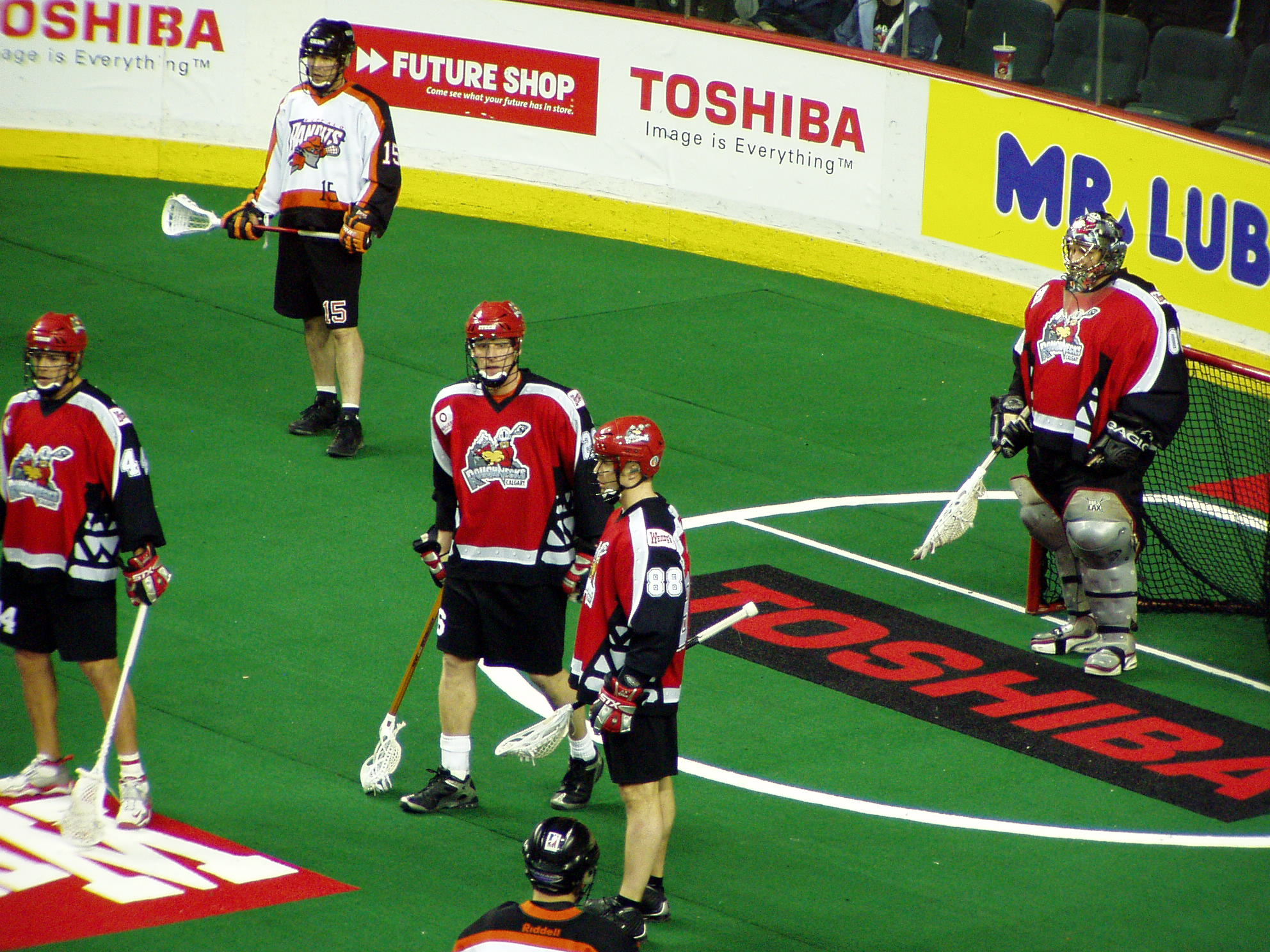
Roughnecks de Calgary

| Saison    | Division  | V-D   | Class. | Domicile | Extérieur | GF   | GA   | Séries éliminatoires               |
| --------- | --------- | ----- | ------ | -------- | --------- | ---- | ---- | ---------------------------------- |
| 2002      | Nord      | 4-12  | T-3    | 2-6      | 2-6       | 224  | 264  | --                                 |
| 2003      | Nord      | 9-7   | T-2    | 6-2      | 3-5       | 209  | 207  | Défaite en quart de finale         |
| 2004      | Ouest     | 10-6  | 3e     | 4-4      | 6-2       | 214  | 187  | Vainqueur                          |
| 2005      | Ouest     | 10-6  | 1er    | 6-2      | 4-4       | 216  | 208  | Défaite en finale de division      |
| 2006      | Ouest     | 9-7   | 3e     | 4-4      | 5-3       | 183  | 178  | Défaite en demi-finale de division |
| Total     | 5 saisons | 42-38 |        | 22-18    | 20-20     | 1046 | 1044 |                                    |
| Taux S.É. |           | 3-3   |        | 1-1      | 2-2       | 78   | 84   |                                    |